# 킹스파크 (사우스오스트레일리아주)
킹스파크(Kings Park)는 굿우드 로드(서쪽), 크로스 로드(남쪽), 벨에어 철도 노선(북동쪽)으로 둘러싸인 운리시(Unley)의 아주 작고 삼각형 모양인 교외 지역이다.
이곳은 두 개의 철도역에서 운행된다. 밀스우드는 교외 북쪽 경계에 있고 운리 공원은 교외 남동쪽 모퉁이에 인접해 있다.